# Tanamiwüste

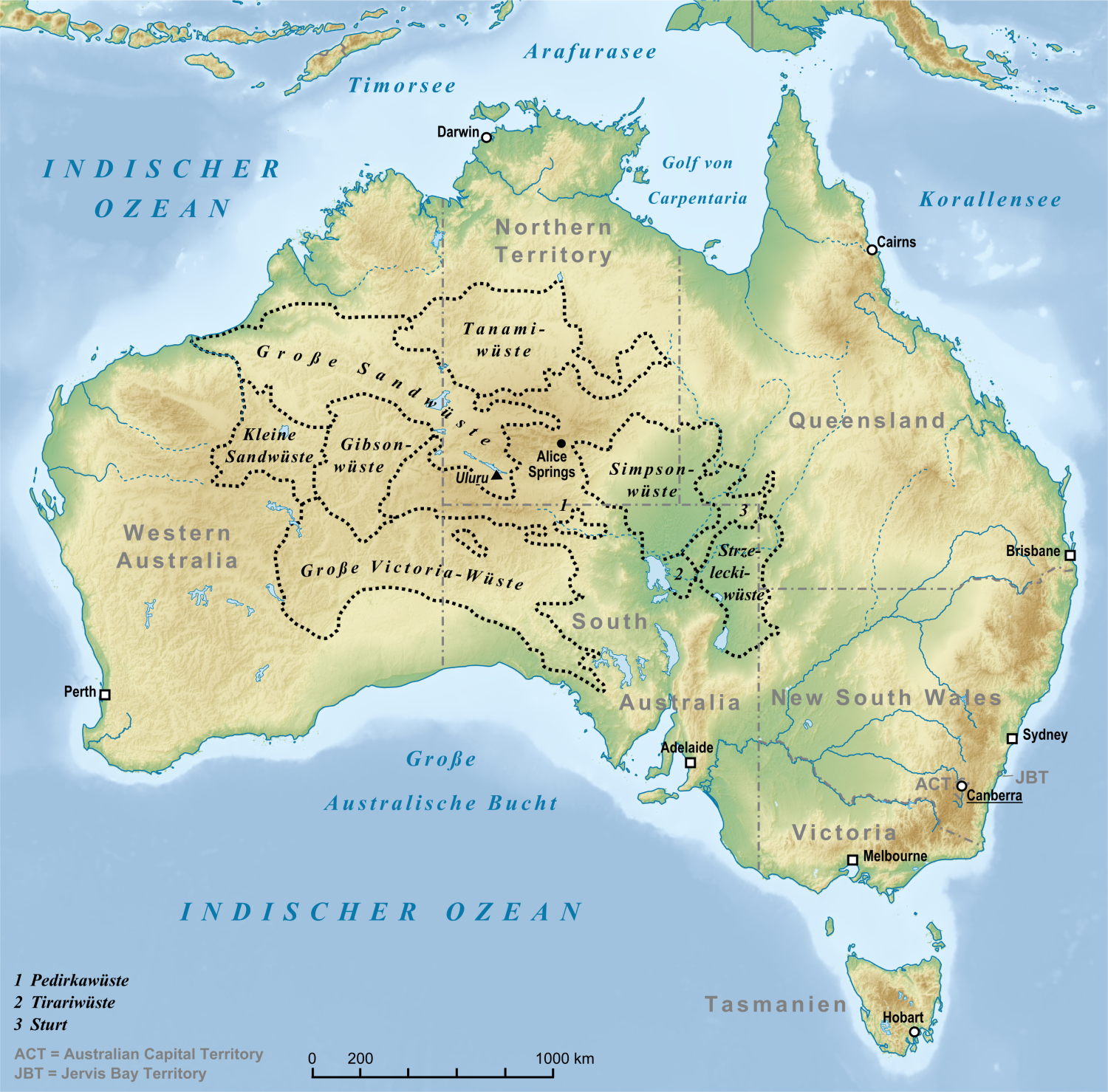
Australische Wüsten

Die  Tanamiwüste (englisch Tanami Desert) ist eine Wüste im Norden Australiens, die großteils zum Northern Territory gehört. Lediglich ein kleiner Teil reicht nach Western Australia hinein. Ihre Größe beträgt ungefähr 184.500 km².

## Name
Ihren Namen erhielt die Tanamiwüste von dem britischen Entdecker und Prospektor Allan Davidson. Der Name Tanami war ursprünglich die Bezeichnung der Aborigines für zwei Felsenhöhlen, in denen sich Trinkwasser gesammelt hatte und die die zweite Expedition unter Davidson am 9. November 1900 entdeckte. Diesen Namen, der in der Sprache der Aborigines never died bedeutet, übernahm Davidson später für die Wüste.

## Entdeckungsgeschichte
Davidson reiste im Auftrag eines britischen Syndikats im November 1897 mit der Eisenbahn von Adelaide nach Oodnadatta und weiter auf einem Pferd bis Alice Springs. Dort stellte er seine erste Expedition zusammen, die zwei Jahre unterwegs war. Er sollte ein Gebiet im Northern Territory von etwa 28.490 km² Größe nach Bodenschätzen untersuchen. Nach seiner Rückkehr nach Adelaide wurde er vom Syndikat zum Bericht nach London beordert und mit einer zweiten Expedition beauftragt. Er erhielt den Auftrag, in dem untersuchten Gebiet Goldvorkommen zu entdecken, die sich wirtschaftlich ausbeuten ließen. Diese Expedition dauerte etwa ein Jahr, aber es gelang Davidson nicht, die gewünschten Vorkommen zu entdecken.

## Klima
Wie in allen australischen Wüsten fallen auch in der Tanamiwüste sporadisch Niederschläge, die eine spärliche Vegetation ermöglichen. Die Wüste ist semiarid und unterliegt monsunalem Einfluss. 75–80 % der Niederschläge fallen in den Sommermonaten, der Großteil davon im Norden. Um den Ort Tennant Creek fallen jährlich 375 mm.

## Geologie
Rote Sande aus dem Quartär überlagern das Wiso-Becken im Westen und das Georgina-Becken im Osten der Wüste. Das Wiso-Becken besteht aus Ablagerungs- und Vulkangestein, während das Georgina-Becken aus Sedimenten besteht. Im Westen befindet sich Granites-Tanami-Block aus Granit-, Sediment- und mafischen Vulkangestein. Diese geologische Provinz wird durch Sandebenen und niedere Hügelketten unterbrochen.

## Landschaft und Aborigines

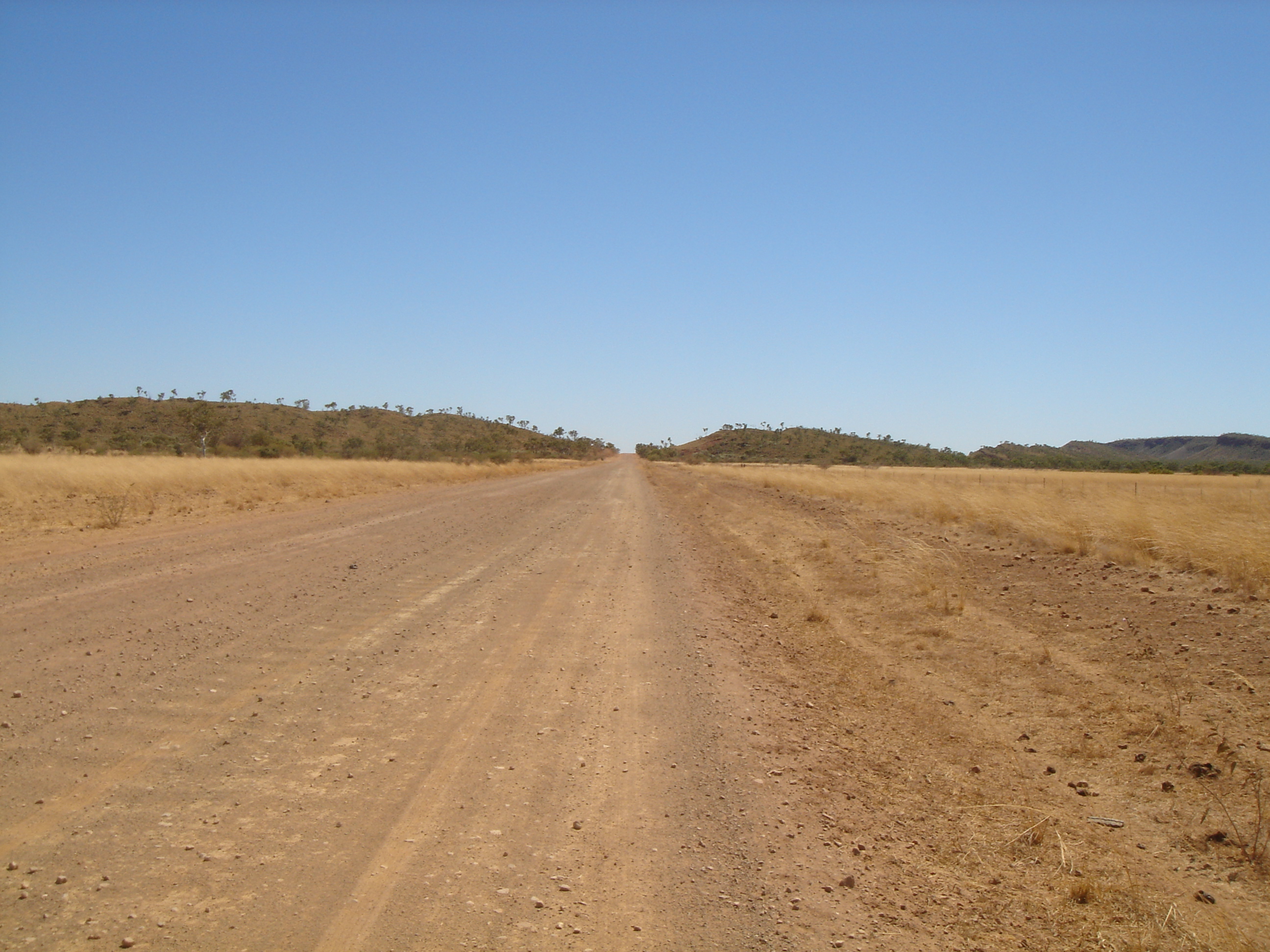
Der Tanami Track, der durch die Wüste führt

Das Gebiet ist, bis auf ein Viertel der Fläche, zu heiß und zu trocken, um Landwirtschaft zu betreiben. Die landwirtschaftlich genutzten Gebiete sind Eigentum der Aborigines. In der Tanamiwüste liegen die Orte Tennant Creek und Wauchope, ferner einige kleine Siedlungen von Aborigines. Das Gebiet wird von Aborigines der Kukatja und Warlpiri bewohnt, wobei sich letztere im Süden der Wüste aufhalten.

## Flora und Fauna
1996 wurden bei Feldforschungen 1073 Pflanzenarten in der Tanami nachgewiesen. Die meisten Gebiete der Wüste sind von Spinfex- oder Hummock-Grasland bedeckt. Auf den Sandflächen wachsen Spinifex-Gräser und teilweise niedriges Gebüsch, an den Flussufern auch Bäume.
Im gleichen Jahr wurden 394 Wirbeltierarten gezählt, darunter 18 seltene und bedrohte Vogel- und Säugetierarten. Der Lake Surprise im Northern Territory und der Lake Gregory in Western Australia bilden Refugien für zahlreiche Wasservögel. In der Tanami kommen verschiedene kleine bis mittelgroße Säugetiere vor, darunter Schwarzschwanz-Beutelmarder (Dasyurus geoffroii), Golden Bandicoot (Isoodon auratus), Bürstenschwanz-Rattenkänguru (Bettongia penicillata) und die Dickschwanzrattenart Zyzomys pedunculatus. Mutmaßlich gibt es auch den Großen Kaninchennasenbeutler (Macrotis lagotis), den Fuchskusu (Trichosurus vupecula) und das Schwarzpfoten-Felskänguru (Petrogale lateralis). Vermutlich ausgestorben ist der Höhlensittich (Pezoporus occidentalis). Der Alexandrasittich (Polytelis alexandrae) ist außerordentlich selten. Neben Kaninchen und Katzen schädigen Dromedare das Ökosystem. Termiten besiedeln Teile des Wüstengebiets.

## Rohstoffe
Goldvorkommen, die sich in der geologischen Tanami-Region befinden, wurden im Jahre 1900 entdeckt. Die Tanami- und die The Granites Mine beuten diese Vorkommen aus.